# Präsidentschaftswahl in Rumänien 1990
Die Präsidentschaftswahl in Rumänien 1990 fand am 20. Mai statt. Zusammen mit der gleichzeitig stattfindenden Parlamentswahl war sie die erste demokratische Wahl in Rumänien nach der 1989 Revolution. Ion Iliescu von der „Nationalen Rettungsfront“ (FSN) erreichte bereits im ersten Wahlgang eine klare absolute Mehrheit der Stimmen, so dass eine Stichwahl nicht erforderlich war.

## Wahlergebnis

Ion Iliescu
Radu Câmpeanu
Ion Rațiu

| Kandidaten                  | Parteien                                    | Stimmen    | %    |
| --------------------------- | ------------------------------------------- | ---------- | ---- |
| Ion Iliescu                 | Frontul Salvării Naționale                  | 12.232.498 | 85,1 |
| Radu Câmpeanu               | Partidul Național Liberal                   | 1.529.188  | 10,6 |
| Ion Rațiu                   | Partidul Național Țărănesc Creștin Democrat | 617.007    | 4,3  |
| Gesamt                      | Gesamt                                      | 14.378.693 | 100  |
|                             |                                             |            |      |
| Ungültige Stimmen           | Ungültige Stimmen                           | 447.923    | 3,0  |
| Wähler                      | Wähler                                      | 14.826.616 | 86,2 |
| Wahlberechtigte             | Wahlberechtigte                             | 17.200.722 |      |
|                             |                                             |            |      |
| Quelle: University of Essex |                                             |            |      |

- Ion Iliescu
- Radu Câmpeanu
- Ion Rațiu